# Аутоматски брод за снабдевање (МСС)
Аутоматски брод за снабдевање (Automated Transfer Vehicle или ATV) је свемирски брод Европске Свемирске агенције намењен за снабдевање Међународне свемирске станице горивом, водом, ваздухом, материјалом за експерименте и слично. Уз то АТВ може да подигне станицу на вишу орбиту.